# Kika e Xuxu
Kika & Xuxu é uma série brasileira exibida pela Rede Globo às 17 horas de 6 de março a 14 de abril de 1978. Inicialmente um quadro dentro do humorístico Planeta dos Homens, foi transformado em série própria com programetes diários de no máximo 15 minutos de duração em 1978, voltada para o público infanto-juvenil.

## Historia
A série foi uma criação de Marco Aurélio Bagno foi adaptado de um quadro do programa humorístico Planeta dos Homens, quadro este que fez tanto sucesso que acabou se transformando numa série própria. O programa voltava-se basicamente para um público infanto-juvenil. Não alcançou um bom resultado na audiência, durando apenas quatro meses, cancelado em julho de 1978, com 29 episódios.
Segundo Stênio Garcia, a ideia para os nomes dos personagens foi de Paulo Araújo, diretor de "Planeta dos Homens", ao saber que o ator e Clarice Piovesan – casados, na vida real – se tratavam pelos apelidos de “Kika” e “Xuxu”. 

## Enredo
Kika era uma mulher sensual apaixonada pelo marido Xuxu, já ele era um sujeito pacato que se esforçava para satisfazer a mulher. Consertar uma torneira, cortar as unhas dos pés, lavar o carro… Por mais que a sedutora Kika implorasse pela atenção do marido dentro de uma camisolinha sexy, as atividades mais banais eram a prioridade de Xuxu. Quando pedia alguma coisa, ela sempre fazia beicinho: “Xuxu, apaga… a luz!”.
A cada semana, as histórias eram ambientadas em épocas diferentes, como a Era Vitoriana, a Idade da Pedra, e na Lua, no ano 2001. E em alguns episódios, o programa satirizava personagens fictícios famosos, como o Sherlock Holmes, de Sir Arthur Conan Doyle. O elenco variava de acordo com o episódio da semana.

## Ficha Técnica
Tinha a redação de Wilson Aguiar Filho, Luís Fernando Veríssimo e Caulos. Foi dirigida por Marco Aurélio Bagno, com criação e supervisão de Walter Avancini. O programa era gravado no Teatro Fênix, no Rio de Janeiro. Apenas os objetos de cena eram reais, os cenários eram compostos por desenhos feitos em madeira pelo artista plástico Juarez Machado, que também assinava os figurinos e a abertura do programa.
O diretor Marco Aurélio Bagno trabalhava com três câmeras fixas, e os atores se movimentavam de forma a entrar e sair de quadro.

## Elenco
- Clarice Piovesan - Kika
- Stênio Garcia - Xuxu
- Antônio Carlos
- Ary Fontoura
- Castro Gonzaga
- Denise Dumont
- Elza Gomes
- Fabio Sabag
- Fabíola Fraccaroli
- José Augusto Branco
- Luiz Armando Queiroz
- Marcelo Picchi
- Marilu Bueno
- Nuno Leal Maia
- Paulo Silvino
- Roberto Azevedo
- Zezé Macedo